# Săsenii Vechi
Săsenii Vechi – wieś w Rumunii, w okręgu Buzău, w gminie Vernești. W 2011 roku liczyła 164 mieszkańców.